# Туризм в Белизе
Туризм в Белизе (англ. Tourism in Belize) — сектор экономики Белиза, составляющий почти 20% от валового внутреннего продукта страны. В стране развиты водный (виндсёрфинг, дайвинг, сноркелинг, рафтинг, каякинг, рыбалка), культурный (экскурсии, пляжный отдых), пешеходный и экологический (наблюдение за флорой и фауной) виды туризма. Города-курорты — Бельмопан (столица), Белиз и Сан-Педро. В 2012 году впервые численность туристов в Белизе составила около 1 000 000 человек.

## Въезд и выезд
Для граждан Российской Федерации въезд визовый (исключение —  транзитный въезд в страну, когда вылет из неё осуществляется в течение суток из того же аэропорта). Виза оформляется от 2 до 10 рабочих дней, максимально до 28 рабочих дней. Срок действия визы — 30 дней, она может быть продлена ещё на 30 дней на месте. Неограничен ввоз и вывоз иностранной валюты. Ввоз и вывоз национальной валюты ограничен (100 долларов Белиза). Разрешён беспошлинный ввоз сигарет (до 200 штук), сигар (до 50 штук), табака (до 250 грамм), вина (до 1 литра), парфюмерии (по 1 флакону). Запрещён ввоз и вывоз наркотиков, оружия, антиквариата (без разрешения соответствующих организаций), изделий из необработанного коралла и кораллов, морских раковин и панцирей черепах. При вылете из Белиза взимается сбор (35 долларов США). Специальные прививки не требуются, но существует риск заражения лихорадкой денге, дизентерией, тифом, гепатитами A, B и C, холерой и малярией. Туристам рекомендовано использовать исключительно бутилированную воду и не путешествовать в тёмное время суток в одиночку.

## Условия
В Белизе тропический климат, высокая влажность, тёплая погода со среднемесячной температурой воздуха +26°С. Наиболее благоприятное время для отдыха в стране — период с конца декабря по апрель. Вероятность дождя и штормовой погоды в это время наименьшая.
Все гостиницы Белиза делятся на отели для молодёжи, для отдыха с детьми, для пожилых, для отдыха класса люкс. Новые отели Белиза отвечают современным стандартам качества и сервиса.

## Памятники природы и истории
| Название               | Округ      | Статус                                                                | Примечание | Фото |
| ---------------------- | ---------- | --------------------------------------------------------------------- | ---------- | ---- |
| Актун-Туничиль-Мукналь | Кайо       | пещера, археологический памятник цивилизации майя                     | [ 9 ]      |      |
| Большая голубая дыра   | Белиз      | подводная пещера, памятник природы                                    | [ 10 ]     |      |
| Халф-Мун-Кей           | Белиз      | остров, памятник природы                                              | [ 11 ]     |      |
| Водопад тысячи футов   | Кайо       | водопад, памятник природы                                             | [ 12 ]     |      |
| Пик Витория            | Станн-Крик | горная вершина, памятник природы                                      | [ 13 ]     |      |
| Водопад Биг-Рок        | Станн-Крик | водопад, достопримечательность                                        | [ 14 ]     |      |
| Пещера Святого Германа | Кайо       | пещера в природном парке Сент-Германс-Блу-Хоул, достопримечательность | [ 15 ]     |      |
| Маянские горы          | Толедо     | горный массив в заповеднике Бладен, достопримечательность             | [ 16 ]     |      |

| Название   | Округ | Статус                                                                | Примечание | Фото |
| ---------- | ----- | --------------------------------------------------------------------- | ---------- | ---- |
| Караколь   | Кайо  | дворцово-храмовый комплекс, археологический памятник цивилизации майя | [ 17 ]     |      |
| Шунантунич | Кайо  | дворцово-храмовый комплекс, археологический памятник цивилизации майя | [ 18 ]     |      |
| Алтун-Ха   | Белиз | дворцово-храмовый комплекс, археологический памятник цивилизации майя | [ 19 ]     |      |

## Фестивали
В наиболее благоприятное время для посещения страны в Белизе отмечаются следующие праздники: Рождество (25 декабря), День Дароприношения (26 декабря), Новый год (1 января), Карнавал в Сан-Педро (февраль), День памяти барона Блисса — миллионера, который завещал большую часть состояния Белизу (9 марта), Праздники Пасхального цикла — Страстная Пятница, Великая Суббота и Святой Понедельник (март — апрель).

## Галерея

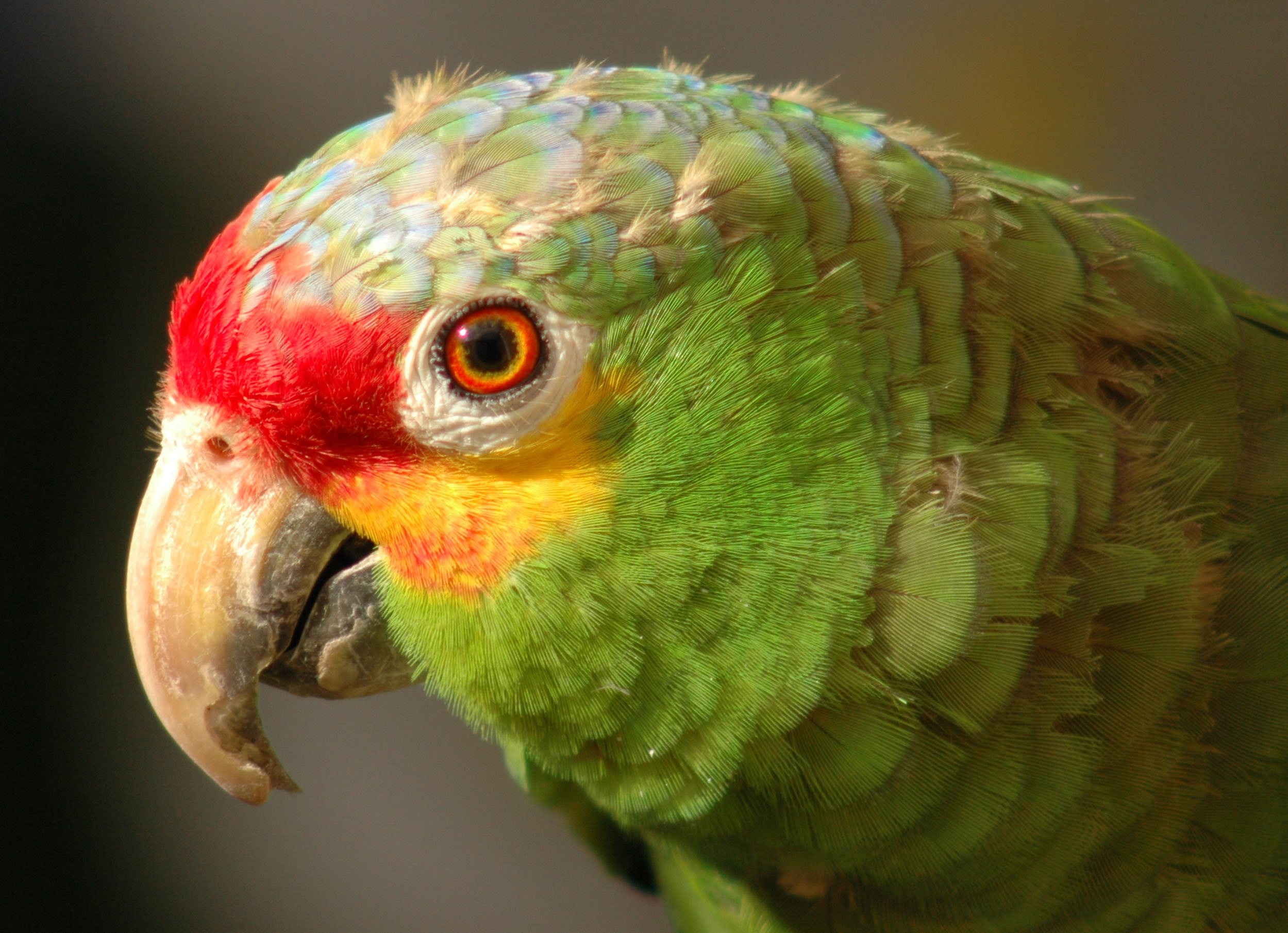
Краснолобый амазон
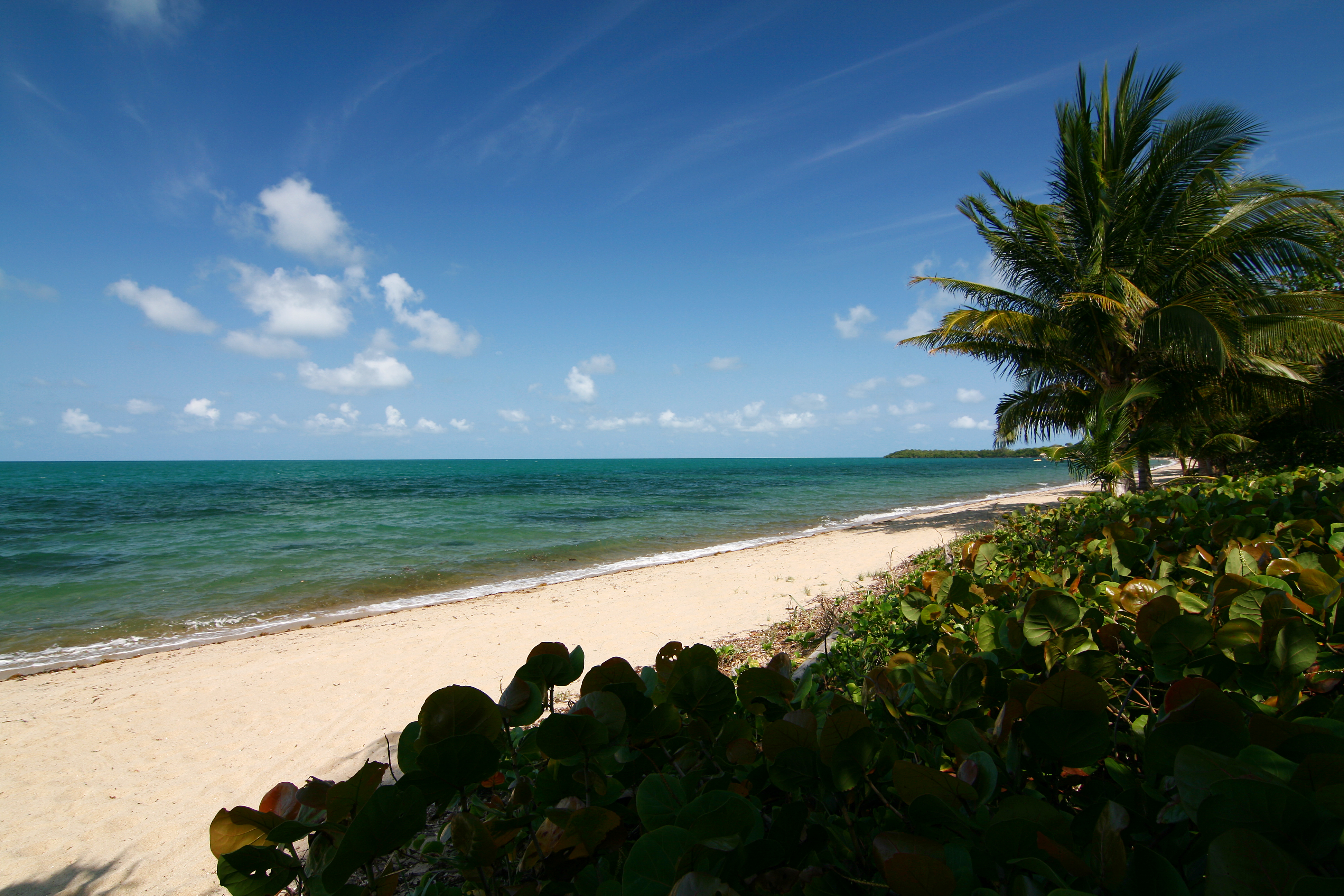
Пляж Алмонд-Бич, Хопкинс
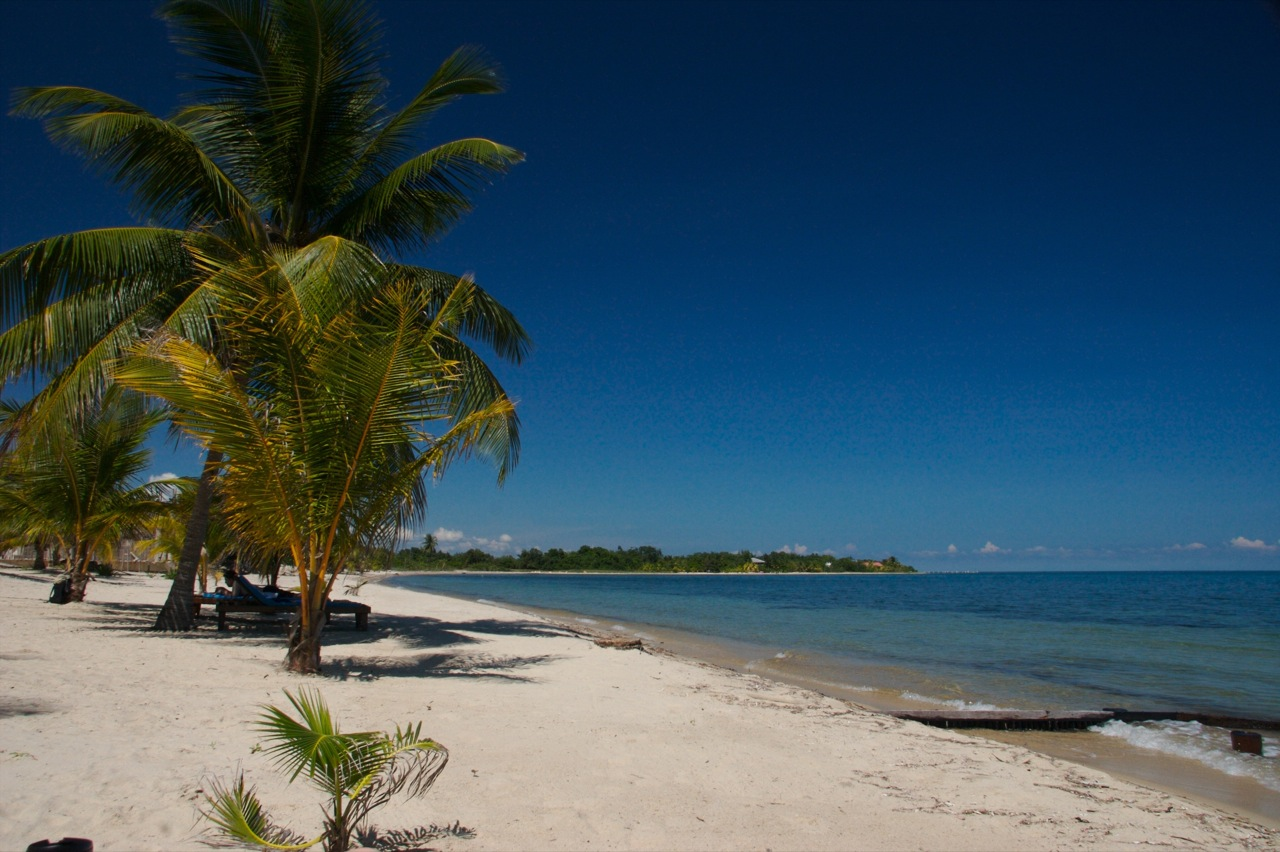
Пляж Майя-Бич, Плаценциа
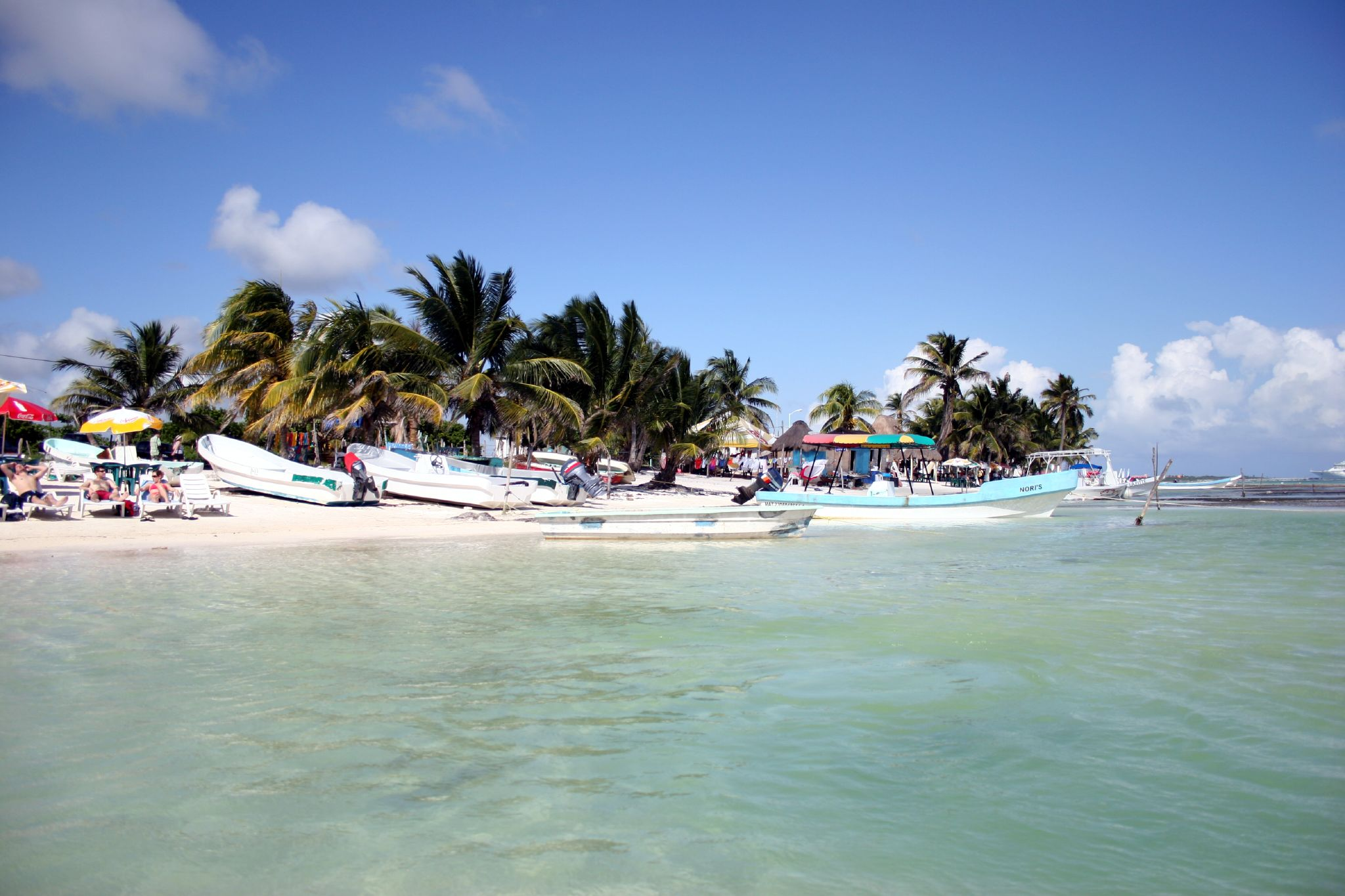
Рыбацкая деревня Сартенейя
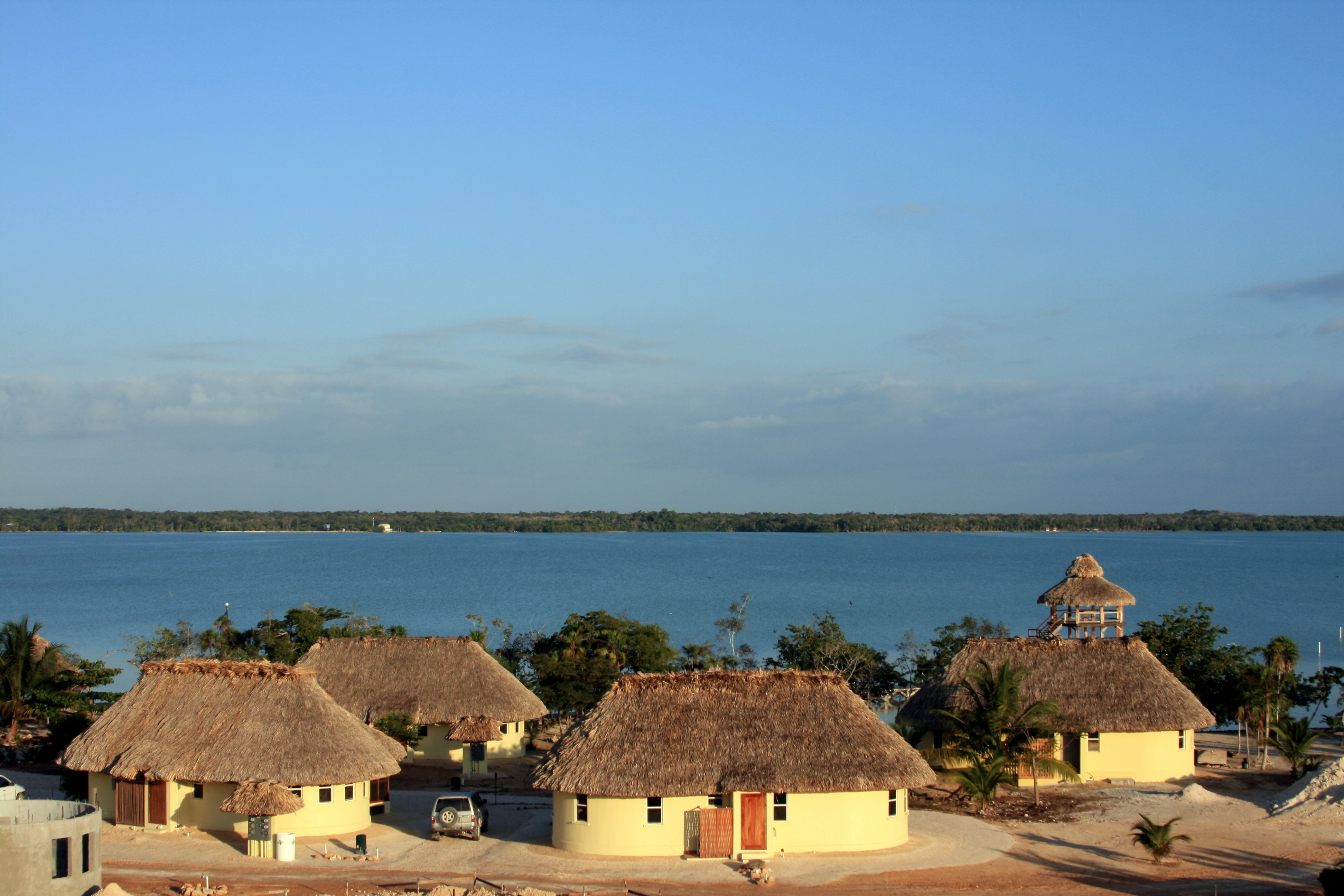
Пляж Орчид-Бей, Коросаль
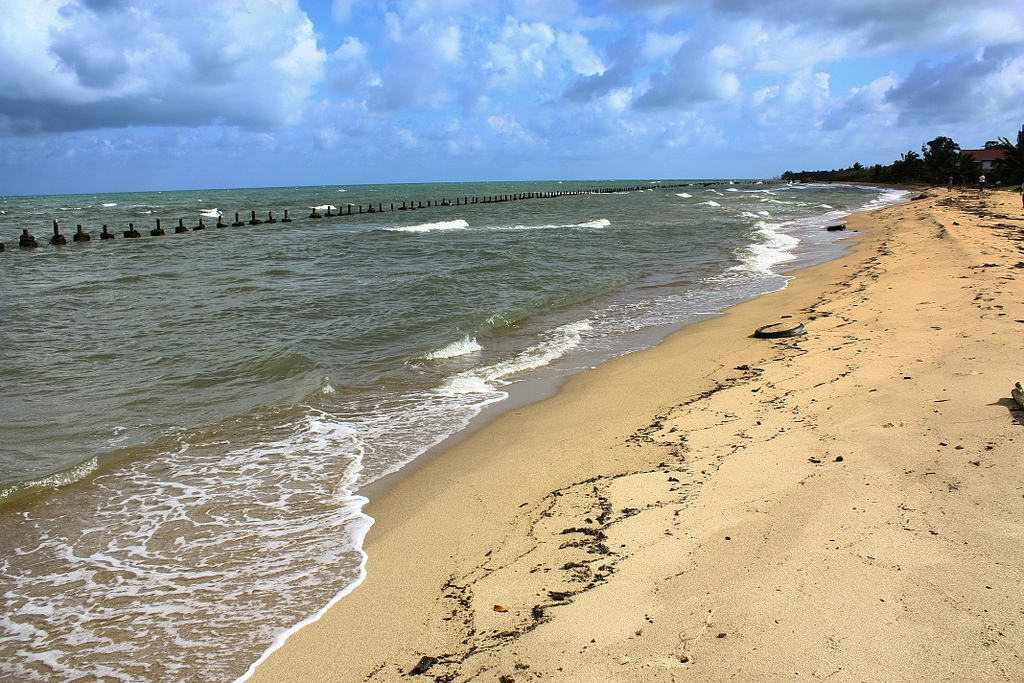
Рыбацкая деревня Манки-Ривер

## Комментарии
1. ↑  Посольства Белиза в России нет. Документы на визу принимаются в посольстве Великобритании. Посольства России в Белизе нет. Ближайшее дипломатическое представительство России в Гватемале.